# José Villalba Riquelme
José Villalba Riquelme (Cádiz, 17 de octubre de 1856-Madrid, 25 de noviembre de 1944) fue un militar español que modernizó la enseñanza militar e impulsó la educación física escolar. Participó en la tercera guerra carlista y en las guerras de Filipinas, Cuba y Marruecos español, y fue ministro de la Guerra en el gobierno de Allendesalazar en los años 1919 y 1920. Desarrolló asimismo una intensa labor como escritor de temas preferentemente militares.

## Biografía
Era hijo de Rafael de Villalba Aguayo, primer ayudante médico del cuerpo de sanidad militar con destino en Puerto Rico, y de Adelaida Riquelme O’Crowley (erróneamente llamada O'Cruley, O'Crouley o Veranley en algunos documentos), natural de Cádiz y directora de las Escuelas Normales de varias ciudades españolas . Tuvo tres hermanos, Carlos, Ricardo e Isabel. Carlos Villalba Riquelme nació en Montalbán (Córdoba) el 9 de diciembre de 1854, y contrajo matrimonio con Luisa Escudero Requejo en Sevilla, en 1879; murió en acto de servicio en Surigao (Filipinas) en 1893. Isabel profesó en el convento de las Comendadoras de Santiago de Toledo en 1893.
Vinculado a dos dinastías que dieron a España militares, fue a su vez creador de una dinastía que ha dado a España varias generaciones más de militares, partiendo de sus seis hijos (Ricardo Villalba Rubio, Antonio Villalba Rubio, José Villalba Rubio, Álvaro Villalba Rubio, Fernando Villalba Rubio y Carlos José Villalba). Era asimismo primo del general José Riquelme y López-Bago.
Cuando tenía catorce años fue llevado por su padre, que tenía el grado de comandante de Sanidad Militar, a la isla de Puerto Rico e ingresa como cadete del Arma de Infantería el 17 de octubre del año 1870. Es ascendido al grado de alférez el 28 de octubre de 1873.
Casó con Luz Rubio Rivas, con quien tuvo cuatro hijas: Luz, Adela, casada con Víctor Martínez Simancas, María Luisa e Isabel Tuvo además seis hijos varones, todos ellos militares del Ejército Español:
Ricardo Villalba Rubio, Antonio Villalba Rubio, José Villalba Rubio, Álvaro Villalba Rubio, Fernando Villalba Rubio y Carlos José Villalba. .

### La Academia de Infantería
En 1883 es destinado por primera vez a la Academia de Infantería de Toledo, de la que llegaría a ser director, y donde tendría ocasión de poner en práctica sus ideas sobre la Educación Física al servicio de la instrucción militar en particular, pero también de la educación escolar en general. Un año antes, había escrito su primer libro, Nociones de fortificación de campaña é idea de la permanente (1882), que se utilizaría como libro de estudios de la Academia durante muchos años, y por el que fue felicitado y recompensado.
La mejora de los servicios de la Academia, la mejora de los estudios de los cadetes y el perfeccionamiento de sus prácticas a través de la introducción de la educación física en ellos fueron tres constantes de la preocupación profesional del general Villalba, tanto en su época inicial de profesor como en la de jefe de estudios y director, y posteriormente como ministro de la Guerra.

#### Profesor
Desde 1892 hasta 1898 fue profesor de varias materias: "Táctica militar", "Tiro", "Geografía e Historia Militar", "Contabilidad", "Ferrocarriles", etc., destacando por su celo en la instrucción de los cadetes.

#### Director
En su segunda etapa docente en la Academia, de 1907 a 1912, es cuando se produce su más fructífera labor con la reforma y reorganización de los planes de estudios de dicha institución, ya que desempeña la labor de teniente coronel, jefe de estudios y posteriormente, coronel director. Su interés por introducir las últimas técnicas militares en la Academia y la aplicación de los nuevos planes de estudios que la época necesitaba fueron el eje de su actividad docente y renovadora de la Academia de Infantería y después del Ejército en su totalidad.
Por su buena labor es recompensado con una bolsa (beca) de estudios, que cede a dos capitanes para que puedan ir a Suecia a estudiar los métodos de educación física que se imparten en ese país.
Es la época en que ingresa un cadete que dará mucho que hablar en España, el futuro dictador Francisco Franco Bahamonde, que posteriormente recordaría al dictador como la persona que más influyó en su educación militar y la que le concedió la oportunidad de hacer armas en la guerra del Rif, ya que fue a él a quien se dirigió para pedirle ingresar en su Regimiento África N.º 68 que combatía en el Marruecos español.
Esta influencia le enseñó los fundamentos de la conducta militar en la guerra y en la paz.

#### Himno de la Infantería Española
En esta época es cuando decide darle a la Academia un himno, y sabiendo que entre los cadetes hay un músico, Fernando Díaz Giles, le encomienda dicha labor, que el joven cumplimentó tras pasar una semana en el calabozo arrestado por orden del teniente Fausto García Pérez, un episodio anecdótico, que le llevó a componer el himno de la Academia de Infantería, que luego lo será de toda la Infantería española.
Entremedias de los destinos de Academia es nombrado ayudante militar de campo del capitán general Camilo García de Polavieja con el que traba una sólida relación de amistad.
En dicha época asiste a maniobras militares francesas, en las que extrae ideas que le serán de utilidad en la futura reforma militar que iniciará cuando sea nombrado ministro de la Guerra. Fue nombrado oficial de la Legión de Honor francesa y gentilhombre de cámara con ejercicio del rey Alfonso XIII.

### Guerra del Rif

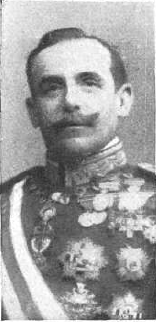
Villalba hacia 1913 cuando era general de brigada en Melilla

En el año 1912 es destinado como coronel al Regimiento África N.º 68, en el cual le pide sentar plaza el segundo teniente Francisco Franco Bahamonde, siéndole concedida e iniciando así su andadura como oficial africanista.
 Es época de guerras y batallas, y el Coronel Villalba y su regimiento participan activamente en muchas de ellas, ganándose el reconocimiento de sus superiores.
En un momento dado es requerido por el mando para entrevistarse con el jefe de Cabilia, Ahmed al-Raisuli , que de ser amigo de España ha pasado a combatirla, consiguiendo en esta entrevista que dicho jefe rifeño vuelva a ser aliado de los españoles, cosa que a la postre le costará la vida, ya que el cabecilla rebelde Abd el-Krim no le dará cuartel hasta capturarlo y asesinarlo.
En ese mismo año de 1912 es ascendido a general de brigada, pero no cambia el escenario bélico aunque sí sus responsabilidades; es nombrado jefe de Estado Mayor de la Capitanía General de la 6.ª Región y subinspector de tropas de la Comandancia General de Melilla y posteriormente presidente de la Junta de Arbitrios de dicha ciudad.
En el año 1915 es destinado como comandante general de Larache y en 1916 es ascendido por méritos de guerra al empleo de general de división.

### Ministro de la Guerra
En 1919, el Gobierno de Allendesalazar lo nombra ministro de la Guerra, y es en esta etapa corta pero provechosa cuando pone en práctica sus ideas sobre renovación militar.
Funda la Escuela Central de Educación Física de Toledo y empieza una reorganización a fondo del ejército, cuya primera medida es fundar el "Tercio de Extranjeros", nombre con el que se conoció en sus primeros tiempos a la Legión.

#### Creación de la Escuela Central de Gimnasia
En diciembre de 1919 se crea por Real decreto en la ciudad de Toledo una institución para el fomento de la educación física y la instrucción premilitar, la Escuela Central de Educación Física, cambiada de denominación a Escuela Central de Gimnasia, que dará un gran impulso a la formación de profesores en esta rama de la enseñanza, tanto en el ámbito estrictamente militar como en el educativo.

#### Creación de laLegión
El 28 de enero de 1920 se funda por real decreto el Tercio de Extranjeros:
Con la denominación de Tercio de Extranjeros se creará una unidad militar armada, cuyos efectivos, haberes y reglamento por el que ha de regirse serán fijados por el ministro de la Guerra.
− 	
Este texto firmado por Villalba basta para poner en marcha esta  fuerza de combate.
− 	
El 9 de febrero de 1920 el gobernador militar de Oviedo recibe un telegrama del ministro de la Guerra, general Villalba, en el que le informa que por R.O. del 31 de enero se dispone que, conservando su destino en plantilla, el teniente coronel José Millán-Astray desempeñe la comisión de organizar el recién creado Tercio de Extranjeros.

#### Previsión del desastre de Annual
El general Villalba había mandado un memorando al rey (del cual se hace eco el historiador Javier Tusell en su biografía de Alfonso XIII) en el que le informaba de las carencias que tenía el ejército español de África y las fórmulas que había que poner en marcha para atajarlas, fórmulas que no pudo llevar a cabo porque cayó el Gobierno Allendesalazar y con él su cargo y su proyecto. El año siguiente se pudo comprobar la veracidad de lo expuesto por Villalba en su largo informe, ya que el desastre de Annual se debió a las carencias que el general había puesto de manifiesto.

### Gobernador militar
En 1920 es nombrado gobernador militar del Campo de Gibraltar en una época revuelta, con frecuentes protestas y huelgas generales, que afectaban particularmente a esa región. Ejerce con diplomacia cerca de las autoridades inglesas del Peñón, siendo por todo ello felicitado por el rey Alfonso XIII y condecorado por el monarca británico Jorge V al nombrarle caballero comendador de la Orden de San Miguel y San Jorge, con tratamiento de Sir.
En 1923, nombrado senador por Alicante, se encontró con todo el desastre de Annual y se distinguió por un vibrante discurso en la Cámara de Representantes a favor del general Juan Picasso González, al que se había acusado de temeridad imprudente.
Entre 1920 y 1924 fue miembro del Consejo Superior de Guerra y Marina.También fue presidente de la Comisión para la reforma de la enseñanza militar

### Miembro de la Asamblea Nacional
En el año 1927 Miguel Primo de Rivera dispuso que el general Villalba fuera designado miembro de la recién creada Asamblea Nacional Consultiva en representación del Estado según el artículo 18 del real decreto, cargo que ostentó hasta 1930.

### Últimos años
Retirado de la actividad militar desde 1933, en el año 1936 un grupo de milicianos se presentó en su casa con intención de llevarlo a una checa. Para evitarlo la misión diplomática británica dio al domicilio del general Villalba el rango de legación diplomática y durante toda la guerra un centinela militar inglés veló por el general. Fallecido en Madrid el 25 de noviembre de 1944, fue enterrado en el cementerio de Nuestra Señora del Sagrario de Toledo.

### La educación física
En 1925, como reconocimiento a su labor en este ámbito, fue nombrado presidente de la recién creada Comisión interministerial para el estudio y reglamentación de la educación física y la instrucción premilitar. Ese mismo año, con el objeto de que cumpliese mejor su cometido en dicha Comisión, se le pensionó para estudiar los últimos adelantos de la educación física en Francia, Alemania, Italia, Bélgica, Suecia y Austria.
Aunque su producción escrita es fundamentalmente de obras tácticas militares, muchas de las cuales fueron textos de enseñanza en la Academia Militar hasta bien entrado el franquismo, también destacó en la producción de obras sobre educación física, redactando algunas, como su informe sobre Necesidades de los ejercicios físicos en los elementos armados del país, o impulsando y divulgando otras, como el Reglamento provisional de Gimnasia para la infantería (1911), el Reglamento de instrucción física para el Ejército (1927), la Cartilla para la instrucción física del soldado (1927) e, incluso la Cartilla Gimnástica Infantil (1924), ésta destinada a la educación física escolar.
Con base en la doctrina pedagógica de la Cartilla, se organizaron bajo su mandato varios cursos de especialización en Educación Física para Maestros, constituyendo así el primer plan de formación permanente sobre educación física organizado sistemáticamente en España.
En 1929 el dictador Miguel Primo de Rivera lo nombró director del recién creado Servicio Nacional de Educación Física, Ciudadana y Premilitar.

### Actividad política
- Entre diciembre de 1919 y mayo de 1920 se encargó del Ministerio de la Guerra en un gabinete Allendesalazar; en tan breve período tuvo la oportunidad de llevar a cabo la creación de la Escuela Central de Educación Física[41] y la del Tercio de Extranjeros.[42]
- Fue senador del reino por la provincia de Alicante en las legislaturas de 1921-1922 y 1923.[43]
- En 1925, presidente de la Comisión Interministerial para el estudio y reglamentación de Educación Física e Instrucción Premilitar[44] y más tarde, del Comité de Cultura Física[45]
- Consejero de Estado adscrito a la sección de Guerra y Marina.
- En 1943, Presidente de la Junta Superior de Patronatos de Huérfanos de Militares.

## Condecoraciones
Fue condecorado por España y otros países en numerosas ocasiones:

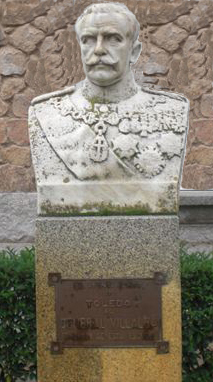
Busto del general José Villalba Riquelme

- Caballero comendador de la Orden de San Miguel y San Jorge.
- Cruz Roja de 1.ª Clase del Mérito militar con distintivo Blanco.
- Medalla conmemorativa de la Campaña de Cuba con distintivo Rojo.
- Gran cruz de la Orden de Isabel la Católica.
- Gran cruz de la Orden de San Hermenegildo.
- Cruz de la Orden de San Hermenegildo.
- Cruz de 2.ª clase del Mérito militar con distintivo Blanco por su libro Táctica de las tres Armas.
- Gran Cruz de Oficial de la Legión de Honor de la República Francesa.
- Medalla de los sitios de Zaragoza.
- Encomienda de Número de la Orden Civil de Alfonso XII.
- Medalla de oro de la Cruz Roja Española
- Cruz de 3.ª clase del Mérito Militar con distintivo Rojo.
- Medalla de África.
- Gran Cruz del Mérito Militar con distintivo Rojo.
- Distintivo del Profesorado.
- Medalla de Alfonso XII con pasador de Guipúzcoa.
- Título de Gentilhombre de Cámara de S M Don Alfonso XIII con ejercicio.
- Placa de honor de la Cruz Roja Española.
- Cruz de 3.ª clase del Mérito Naval.
- Medalla de oro del Instituto Nacional de Previsión.
- Collar de la Orden Portuguesa de Santiago.
- Gran Cruz del Mérito Naval con distintivo Blanco.
- Cruz de primera clase de la Orden del Tesoro Sagrado concedida por SM el Emperador del Japón.

## Obras escritas
- Nociones de fortificación de campaña (1882).[47]
- Tiro Nacional: Cartilla del Tirador (1901).
- Táctica de las tres Armas (1903, 1923 y 1928).[48]
- La maniobra de Liao-Yang (Guerra Ruso-Japonesa) (1905).[49]
- Elementos de logística: (marcha, reposo, exploración, seguridad) (1908).[50]
- Ensayo de un método para la instrucción de los reclutas en armonía con el reglamento táctico (1911).[51]
- Instrucciones para las prácticas del servicio en campaña (1912).[52]
- Apuntes de literatura militar.[53]
- Concepto sobre enseñanza militar.[54]
- Fogatas y Pedreras.[55]
- Táctica de Infantería y método de instrucción.[56]
- Juego de la guerra.[57]
- Construcción de un juego de la guerra.[58]
- Instrucciones para maniobras con cuadros.[59]
- La movilización nacional en caso de guerra.[59]
- Armamento y organización de la Infantería (1922).[60]
- Organización de la educación física e instrucción premilitar en Francia, Suecia, Alemania e Italia (1927).[61]
- Aparato para la puntería automática de las armas de fuego.[62]
- La Infantería en los sucesos de Melilla.[51]
- Enseñanzas del médico militar en campaña.[52]